# Ehlingen
Ehlingen ist ein Ortsteil der Stadt Bad Neuenahr-Ahrweiler im Landkreis Ahrweiler in Rheinland-Pfalz.

## Geschichte
Urkundlich wurde Ehlingen erstmals 853 als „Adalingohovo“ erwähnt, als es dem Sankt Cassius Stift in Bonn geschenkt wurde. Um das Jahr 1162 besaß die Abtei Deutz in Ehlingen eine Mühle, die Abtei Steinfeld im 13. und 14. Jahrhundert einige Weinberge.
Am 7. Juni 1969 wurde Ehlingen als Teil der bis dahin eigenständige Gemeinde Heimersheim in die gleichzeitig neu gebildete Stadt Bad Neuenahr-Ahrweiler eingegliedert.

## Politik
Ehlingen gehört zum Ortsbezirk Heimersheim. Der Stadtteil wird zusammen mit Heimersheim von einem Ortsbeirat sowie einem Ortsvorsteher politisch vertreten.

## Ehlingen heute

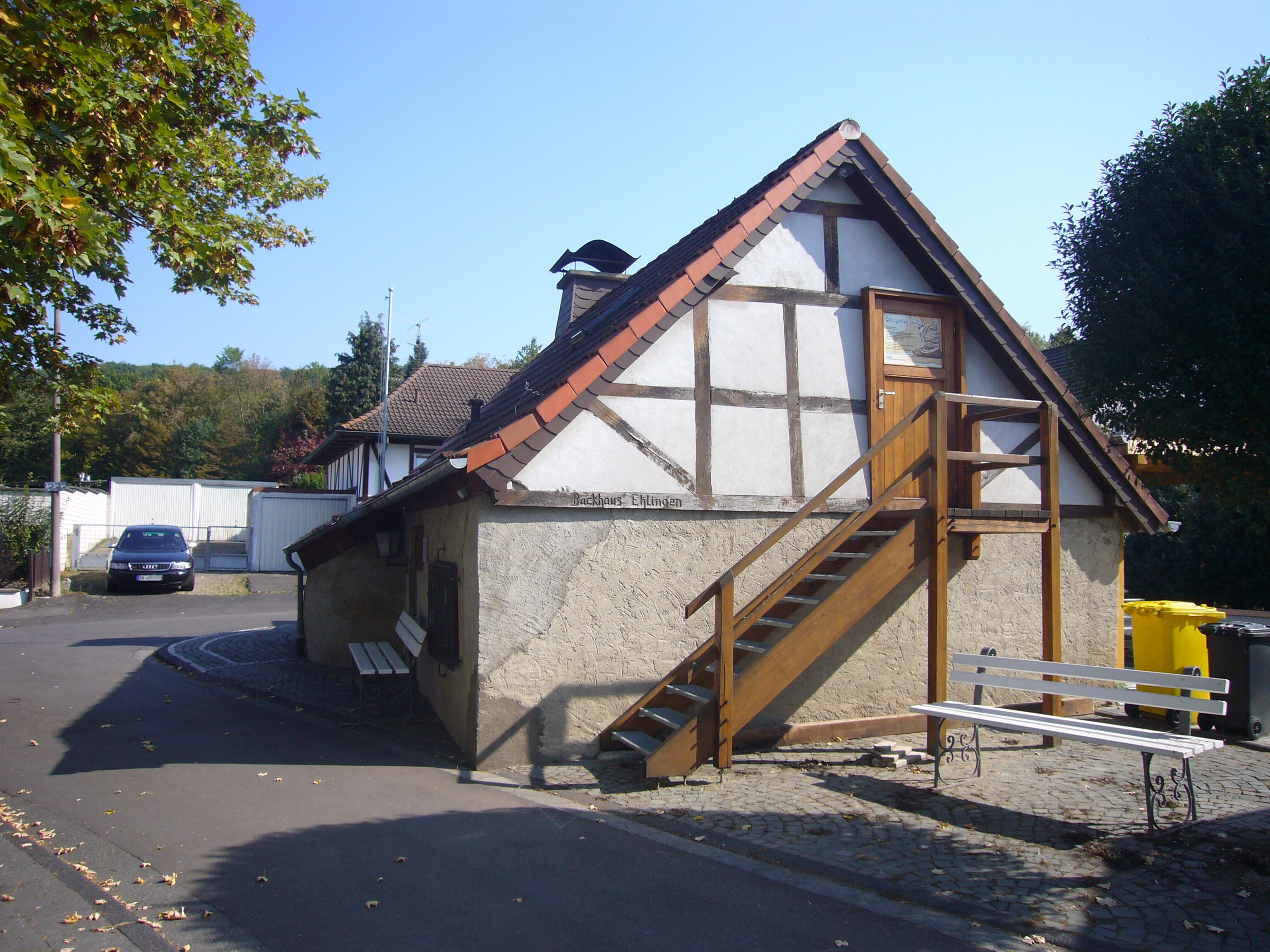
Der Backes in Ehlingen ist etwa so alt wie die Hubertuskapelle.

Im alten „Backes“ (rheinisch für Backhaus) wird heute noch zu diversen Anlässen gebacken, und auch die kleine St.-Hubertus-Kapelle in derselben Gasse wird noch regelmäßig genutzt. Ein besonderer Brauch hier ist die Hubertus-Brotweihe am 3. November.
Weiterhin sind einige Ortsvereine mit einer sehr langen Tradition vorhanden: der Backesverein, der das Backhaus unterhält, der Tischtennisverein TTV Ehlingen e. V. sowie der Junggesellenverein JGV Ehlingen e. V.

## Schulen
In Heimersheim gibt es eine Grundschule. In dem 1974 erbauten Gebäude werden 140 Schüler aus den Stadtteilen Ehlingen, Gimmigen, Green, Heimersheim, Heppingen, Kirchdaun und Lohrsdorf unterrichtet. Außerdem war dort bis zum Schuljahr 2013/14 auch ein Schulkindergarten angegliedert.